# Snowballing

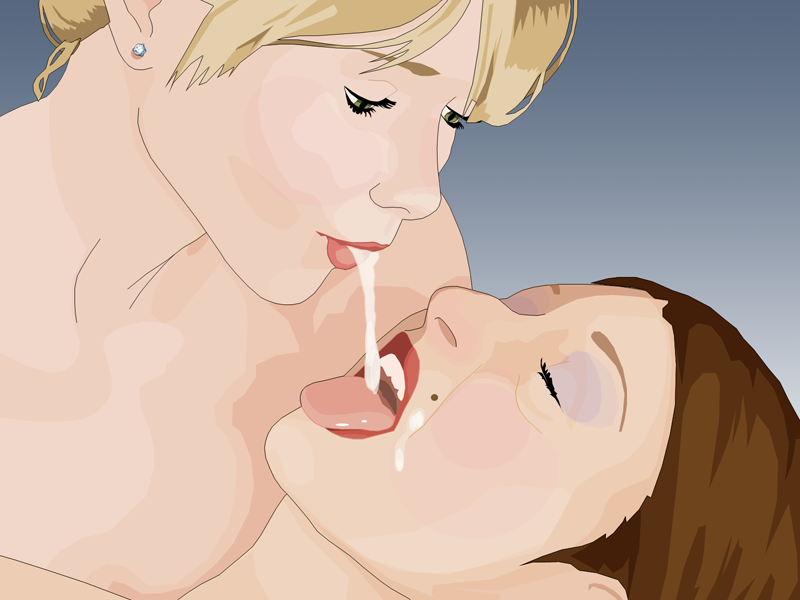
Kobiety uprawiające snowballing

Snowballing − praktyka seksualna, w której jedna osoba bierze do ust nasienie drugiej osoby, po czym przekazuje je z ust do ust innej osobie podczas pocałunku. Nasienie w ustach pierwszej osoby może się w nich znaleźć wskutek bezpośredniej do nich ejakulacji lub może być przez tę osobę zlizane bądź wyssane (np. pochwy czy odbytu; patrz też felching). Termin pochodzi ze slangu amerykańskiego i został odnotowany po raz pierwszy w 1972 roku, a spopularyzował go film Kevina Smitha Clerks – Sprzedawcy z 1994 roku.